# Arrows A10B
Chronologie des modèles (1988)
Arrows A10 Arrows A11
L'Arrows A10B est une monoplace de Formule 1 engagée par l'écurie britannique Arrows dans le cadre du championnat du monde de Formule 1 1988. Elle est pilotée par avec le Britannique Derek Warwick et l'Américain Eddie Cheever, qui effectuent leur deuxième saison pour Arrows.

## Historique
Le championnat du monde de Formule 1 1988 s'engage sur les mêmes bases que la saison précédente avec une monoplace évoluée en A10B et les mêmes pilotes, à savoir Derek Warwick et Eddie Cheever. Arrows obtient une dérogation de la FISA pour s'engager car la monoplace a son pédalier en avant de l'axe des roues mais ne peut pas être modifiée. 
La première partie de la saison est satisfaisante avec des places assez régulières dans les points mais la quête de puissance se traduit par une succession d'abandons (quatorze en tout). La meilleure qualification est la cinquième place d'Eddie Cheever en Italie où est également obtenu le meilleur résultat de la saison avec sa troisième place.
Arrows réussit sa meilleure saison depuis sa création avec 23 points et termine cinquième du championnat des constructeurs avec un point d'avance sur March Engineering et à égalité avec Lotus (qui se place devant grâce à son nombre plus élevé de podiums). Arrows tenait même la quatrième place en fin de saison grâce à ses apparitions régulières dans les points avant d'être rejointe par l'écurie de Gérard Ducarouge.
Derek Warwick finit huitième du championnat avec dix-sept points, devant le pilote Williams Nigel Mansell et derrière l'Italien de March Ivan Capelli, ce dernier ayant le même nombre de points mais faisant lui aussi parler son plus grand nombre de podiums pour devancer Warwick. Eddie Cheever finit douzième avec six points, derrière Riccardo Patrese (Williams) et devant Maurício Gugelmin (March).

## Résultats en championnat du monde de Formule 1

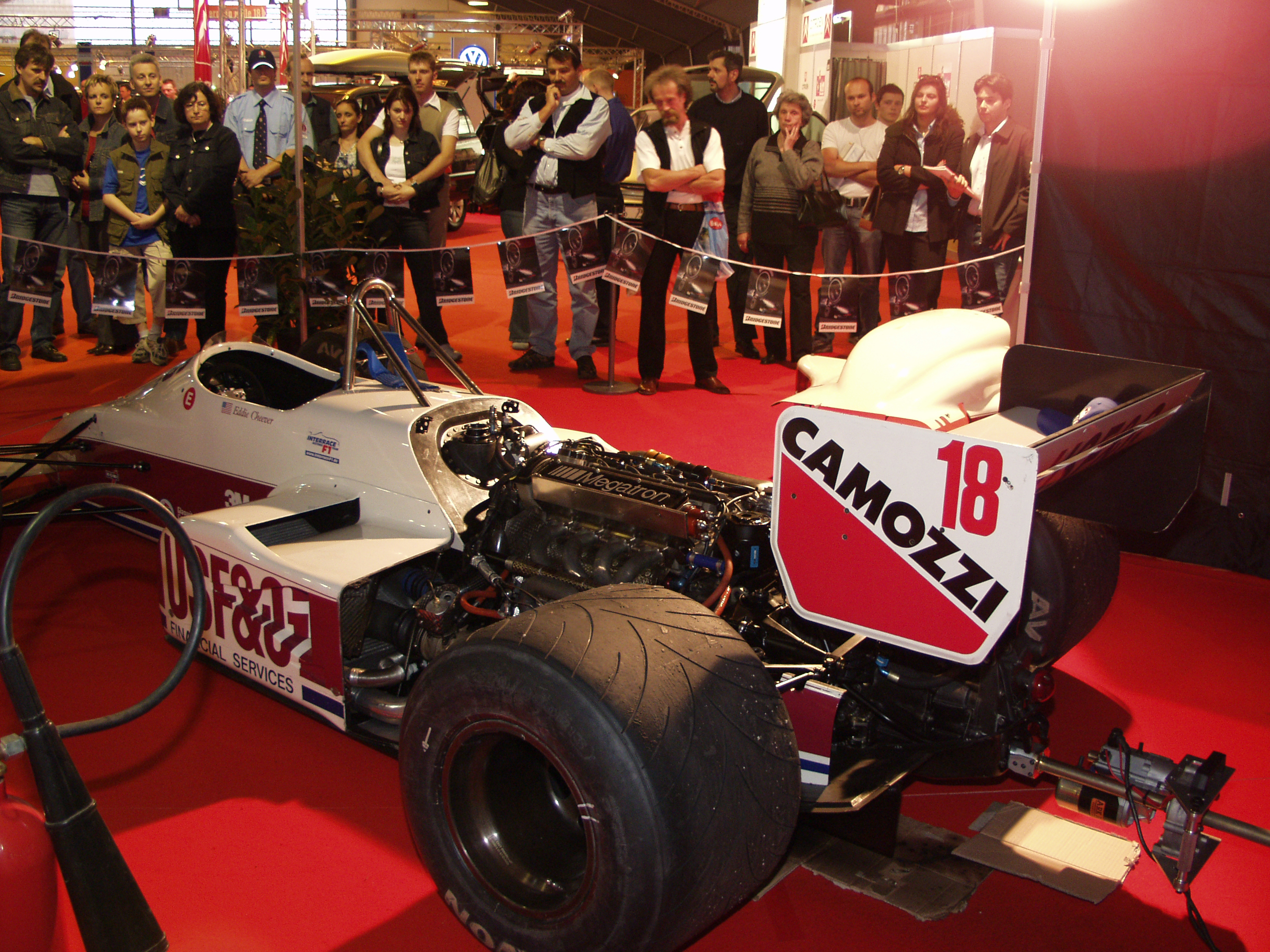
L'Arrows A10B d'Eddie Cheever en 2009.

| Saison | Écurie                | Moteur               | Pneumatiques | Pilotes       | Courses | Courses | Courses | Courses | Courses | Courses | Courses | Courses | Courses | Courses | Courses | Courses | Courses | Courses | Courses | Courses | Points inscrits | Classement |
| Saison | Écurie                | Moteur               | Pneumatiques | Pilotes       | 1       | 2       | 3       | 4       | 5       | 6       | 7       | 8       | 9       | 10      | 11      | 12      | 13      | 14      | 15      | 16      | Points inscrits | Classement |
| ------ | --------------------- | -------------------- | ------------ | ------------- | ------- | ------- | ------- | ------- | ------- | ------- | ------- | ------- | ------- | ------- | ------- | ------- | ------- | ------- | ------- | ------- | --------------- | ---------- |
| 1988   | USF&G Arrows Megatron | Megatron M12/13 L4 T | Goodyear     |               | BRÉ     | SMR     | MON     | MEX     | CAN     | DET     | FRA     | GBR     | ALL     | HON     | BEL     | ITA     | POR     | ESP     | JAP     | AUS     | 23              | 5e         |
| 1988   | USF&G Arrows Megatron | Megatron M12/13 L4 T | Goodyear     | Derek Warwick | 4e      | 9e      | 4e      | 5e      | 7e      | Abd.    | Abd.    | 6e      | 7e      | Abd.    | 5e      | 4e      | 4e      | Abd.    | Abd.    | Abd.    | 23              | 5e         |
| 1988   | USF&G Arrows Megatron | Megatron M12/13 L4 T | Goodyear     | Eddie Cheever | 8e      | 7e      | Abd.    | 6e      | Abd.    | Abd.    | 11e     | 7e      | 10e     | Abd.    | 6e      | 3e      | Abd.    | Abd.    | Abd.    | Abd.    | 23              | 5e         |

Légende : ici 